# エツィオニ旅団 (イスラエル国防軍)
第6"エツィオニ"旅団（だい6エツィオニりょだん、ヘブライ語: חטיבת עציוני (Hativat Etzyoni)、英語: Etzioni Brigade）は、イスラエル陸軍北部軍第36機甲師団に所属する歩兵科の予備役旅団の一つである。
イスラエル独立以前のハガナー時代に編成され、第一次中東戦争ではパルマッハのハレル旅団と共にエルサレム周辺の作戦に従事した。

## 歴史

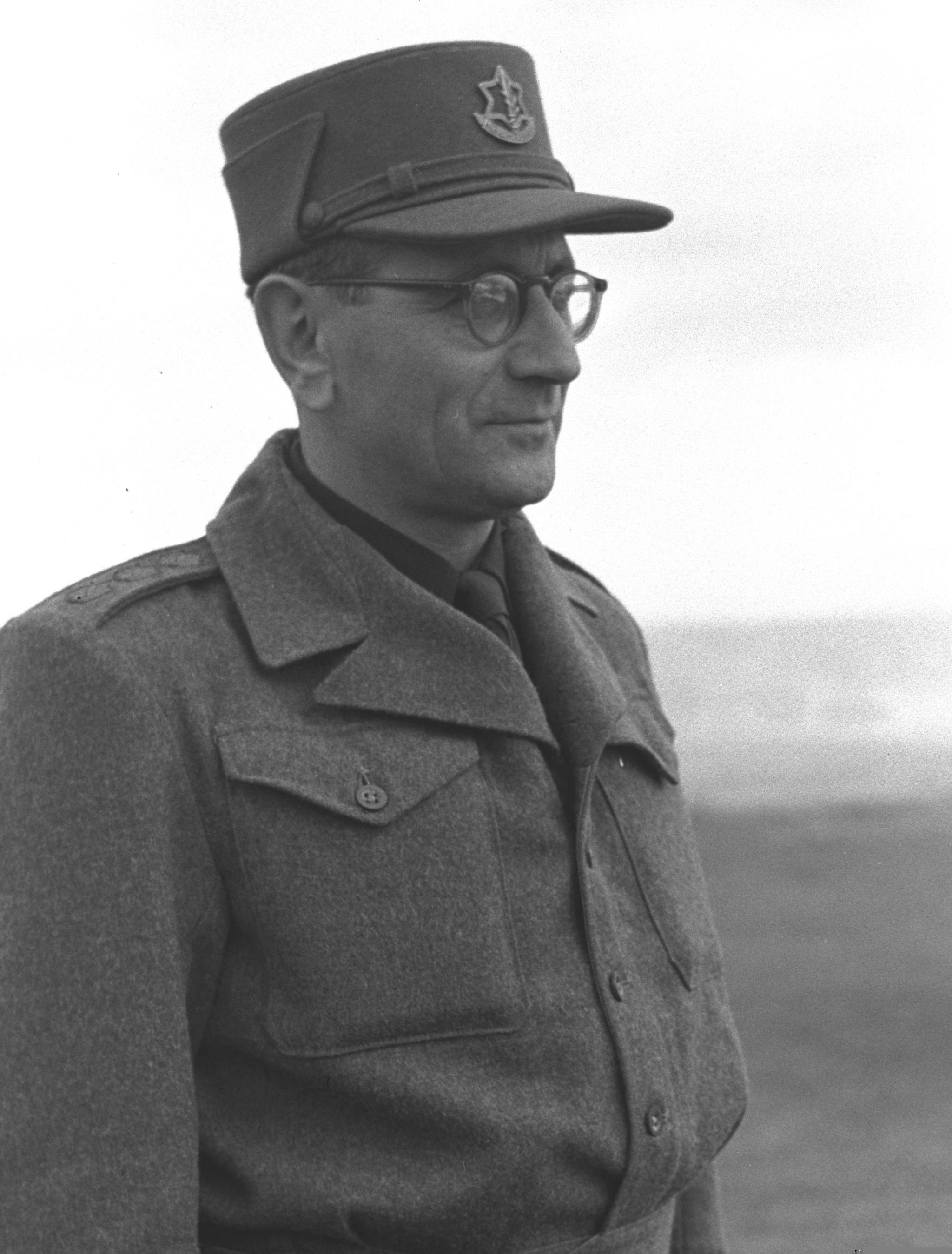
二代目旅団長ダヴィド・シャルティエル

イスラエル独立前の1947年11月に、ユダヤ人武装組織ハガナー野戦科に4個の歩兵旅団が設置された。すなわち
- レバノニ旅団 - 北部地域担当 - 旅団長：モシェ・カルメル（英語版）
- アレクサンドロニ旅団 - グッシュ・ダン地域担当 - 旅団長：ダン・エヴェン（ヘブライ語版）
- ギヴァティ旅団 - テルアビブおよび南部地域担当 - 旅団長：シモン・アヴィダン
- エツィオニ旅団 - エルサレム地域担当 - 旅団長：イスラエル・アミール（英語版）[1]

である。
編成当時のエツィオニ旅団はモリヤ大隊、マクメシュ大隊の2つの大隊で構成されていた。1942年2月28日の再編によりレバノニ旅団はゴラニ旅団とカルメリ旅団に分割され、またギヴァティ旅団からテルアビブ周辺の防衛を担当するキルヤティ旅団が分割されて新編され、ハガナーは6個旅団の体制となったが、この頃にエツィオニ旅団には新たに3個目のベイト・ホロン大隊が新編され、旅団長はイスラエル・アミールからエルサレム地域の作戦指揮官を務めていたダヴィド・シャルティエルとなった。
1948年4月にはイギリスによるパレスチナ委任統治終了前にイスラエル建国を見越してあらかじめユダヤ人勢力の支配地域を強化する"ダレット計画'"に基づき、エルサレムへの補給路を確保するためハガナーのシモン・アヴィダンを作戦指揮官としたナフション作戦、続いてパルマッハのイツハク・ラビンを作戦指揮官としたハレル作戦が実施され、エツィオニ旅団の一部の歩兵中隊も参加している。4月後半にはエルサレム西部近郊を制圧するイェブシ作戦がエツィオニ旅団とパルマッハのハレル旅団によって実施された。独立宣言直前の5月にはラトルン周辺でマッカビ作戦、エルサレム市内でキルション作戦が実施されたが、これらの作戦は精強なアラブ軍団に阻まれいずれも成功せず、5月28日時点でエルサレム市内のユダヤ人居住地の守備部隊は降伏し、ラトルンもアラブ軍団に制圧されてしまった。
休戦期間後の7月、新たに建設したビルマロードによる補給などで体制を立て直したイスラエル側はエルサレム旧市街を占領するため、エツィオニ旅団とイルグン部隊がケデム作戦を実施したが、イルグンに不信感を持っていたシャルティエルの迷いもあって作戦実施が遅れ、失敗に終わった。シャルティエルはそれまでの分も含めて作戦失敗の責任を取らされて解任され、代わってモーシェ・ダヤンがエツィオニ旅団の旅団長となった。
1948年10月には南部ネゲヴ地域での大規模反抗作戦であるヨアヴ作戦と同時に、エルサレム南方のエジプト軍部隊に対する反抗作戦として行われたイェケヴ作戦を実施したが、第一次中東戦争終結まで東エルサレム旧市街への支配地域拡大はできなかった。
第一次中東戦争後の1949年、第6エツィオニ旅団は解隊され、残存していた旅団兵士らはエルサレム地域の元パルマッハ隊員らと共に第16"エルサレム"旅団として再編された。
1955年に中央軍所属の予備役歩兵旅団として第6旅団が再編されたが、1956年の第二次中東戦争には動員されず、1958年9月に第14旅団に改称され、1959年5月には南部軍管区に移管となり、1960年代初頭に機甲旅団に改編されて第14"バイソン"機甲旅団となった。第14機甲旅団は1967年の第三次中東戦争の際には、アリエル・シャロンの指揮する第38機甲師団の先鋒としてシナイ半島中央部で戦った。
2010年に、国防軍創設時の歴史的な旅団名を復活させるプロジェクトの一環で北部軍第36機甲師団所属の第408予備役歩兵旅団が第6"エツィオニ"旅団と改称された。新編されたエツィオニ旅団には、創設時と同じ名を持つ3個歩兵大隊と、偵察大隊があり、歩兵部隊は主に第933"ナハル"旅団を退役した予備役兵士から構成される。

## 編制
- 第一次中東戦争当時の編成
  - 第61"モリヤ"大隊 - 創設時に編成。エルサレム市北部の防衛担当[10][11]。
  - 第62"ベイト・ホロン"大隊 - 1948年3月に編成。
  - 第63"マクメシュ"大隊 - 創設時に編成。エルサレム市南部の防衛担当[10][11]。キルション作戦（英語版）で壊滅し、5月21日に解隊された。